# 園中良寛
園中 良寛（そのなか よしひろ、1991年3月22日 - ）は、ジャパンラグビーリーグワン九州電力キューデンヴォルテクスに所属するラグビー選手。

## プロフィール
- 鹿児島県出身[1]。
- ポジションはロック(LO)。
- 身長 189 cm、体重 107 kg
- ニックネームはその。
- 7人制日本代表に選ばれたことがある[2]。
- U20日本代表に選ばれたことがある[3]。

## 略歴
高校からラグビーを始めた。
2009年、加治木高校卒業後、筑波大学に入る。
2013年、筑波大学卒業後、九州電力キューデンヴォルテクスに加入。同年9月1日に行われたジャパンラグビートップリーグ第1節のNTTドコモレッドハリケーンズ戦に途中出場で公式戦初出場を果たす。